# 養老町消防本部
養老町消防本部（ようろうちょうしょうぼうほんぶ）は、岐阜県養老郡養老町の消防部局（消防本部）。管轄区域は養老町全域と大垣市上石津町の区域。

## 概要
- 消防本部：養老町高田798
- 管内面積：195.67km2
- 職員定数：57人
- 消防署1カ所、分署2カ所
- 主力機械（2018年4月1日現在）
  - 消防ポンプ自動車：4
  - 化学消防自動車:1
  - 救急自動車：3
  - 救助工作車：1
  - 指揮車：1
  - その他の車両：7

## 沿革
- 1963年1月28日 - 養老町消防団常備部が発足する。
- 1969年4月1日 - 養老町消防本部が発足。
- 2006年3月27日 - 上石津町が大垣市と合併。大垣市より事務委託を受け、上石津消防署を上石津分署に降格。

## 組織
- 本部 - 消防総務課、予防課、消防課、救急指令室
- 消防署

## 消防署
| 消防署             | 住所          | 分署                | 住所                                     |
| ------------------ | ------------- | ------------------- | ---------------------------------------- |
| 養老消防署（本部） | 養老町高田798 | 南部分署 上石津分署 | 養老町瑞穂379-1 大垣市上石津町上原1370-1 |